# توماس هوغن
توماس هوغن (بالإسبانية: Tomás Hogan)‏ هو سياسي أرجنتيني، ولد في 1950.